# Südostasienspiele 1971/Badminton – Damenteam
Titelträger im Badminton wurden bei den Südostasienspielen 1971 in Kuala Lumpur in fünf Einzel- und zwei Mannschaftsdisziplinen ermittelt. Der Wettbewerb fand vom 12. bis zum 13. Dezember 1971 statt. Folgend die Ergebnisse im Damenteam.

## Zeitplan
| Datum        | Zeit  | Event |
| ------------ | ----- | ----- |
| 12. Dezember | 09:00 | Tag 1 |
| 12. Dezember | 19:00 | Tag 1 |
| 13. Dezember | 09:00 | Tag 2 |

## Endstand
| Platz | Team     | Pld | W | L | MF | MA | MD | GF | GA | GD  | PF  | PA  | PD  | Pts | Qualifikation |
| ----- | -------- | --- | - | - | -- | -- | -- | -- | -- | --- | --- | --- | --- | --- | ------------- |
| 1     | Thailand | 2   | 2 | 0 | 6  | 2  | +4 | 13 | 4  | +9  | 194 | 143 | +51 | 2   | Gold          |
| 2     | Malaysia | 2   | 1 | 1 | 5  | 3  | +2 | 10 | 7  | +3  | 186 | 143 | +43 | 1   | Silber        |
| 3     | Singapur | 2   | 0 | 2 | 0  | 6  | −6 | 0  | 12 | −12 | 55  | 149 | −94 | 0   | Bronze        |